# Pudding Shop
Le Pudding Shop est le nom familier du restaurant Lale dans le quartier de Sultanahmet à Istanbul (Turquie). 

## Histoire
Le Pudding Shop est ouvert par deux frères: Idris et Namik Çolpan en 1957.L'établissement devient populaire dans les années 1960 en tant que lieu de rencontre pour les hippies et toutes sortes d'autres voyageurs qui empruntaient par la route entre l'Europe et l'Asie, la célèbre hippie trail. Le film Midnight Express fait référence au restaurant,.